# ترودي ستيفنسون
ترودي ستيفنسون (بالإنجليزية: Trudy Stevenson)‏‏ (16 سبتمبر 1944 - 24 أغسطس 2018) هي سَفيرة وسياسية سابقة زيمبابويبية، كانت عُضوًا في البرلمان عن هراري نورث في برلمان زيمبابوي، كما كانتَ عضوًا مؤسسًا في الحركة من أجل التغيير الديمقراطي في زيمبابوي، وهي أول امرأة بيضاء تُنتخب في السلطة التنفيذية الوطنية. عُينت في عام 2009 سفيرًا لزيمبابوي في السنغال.
في 24 أغسطس 2018 عثرَ عليها سائقها مُتوفيةً في منزلها في داكار.